# Cancor
Cancor of Kankor was een Frankisch graaf, die mogelijk uit de Haspengouw stamde. 
In 764 stichtte hij samen met zijn moeder, de weduwe Williswinda, de abdij van Lorsch, als een eigenkerk en klooster op hun landgoed, Laurissa. Het bestuur werd toevertrouwd aan Cancors neef Chrodegang, de aartsbisschop van Metz, een zoon van Cancors zuster Landrada. Chrodegang wijdde de kerk en de abdij aan Sint Pieter en werd dus eerste abt van Lorsch. De oprichters verrijkten de nieuwe abdij later door verdere donaties van landerijen. 
In 766 nam Chrodegang ontslag uit het ambt van abt van Lorsch vanwege zijn andere belangrijke taken zoals aartsbisschop van Metz. Hij stuurde zijn broer Gundeland, een andere neef van Cancor naar Lorsch als zijn opvolger.
Cancor is zeer waarschijnlijk verwant aan de Robertijnen. De naam van zijn vader kan Rodbert zijn geweest. Robert van Haspengouw en Ingram van de Haspengouw zijn waarschijnlijk zijn broers, wat inhoudt dat Ermengarde van Haspengouw, de echtgenote van keizer Lodewijk de Vrome, zijn nicht was. Op deze wijze was hij dus waarschijnlijk ook aan het Karolingische koningshuis van de negende eeuw geparenteerd. Hij was getrouwd met een zekere Angilo. Zijn twee dochters Eufemia en Rachilt zijn later ingetreden in de door hem en zijn moeder gestichte abdij van Lorsch terwijl zijn zoon Heimrich (Heimo) († 795) hem heeft opgevolgd als graaf. 